# Traité byzantino-rus' (945)

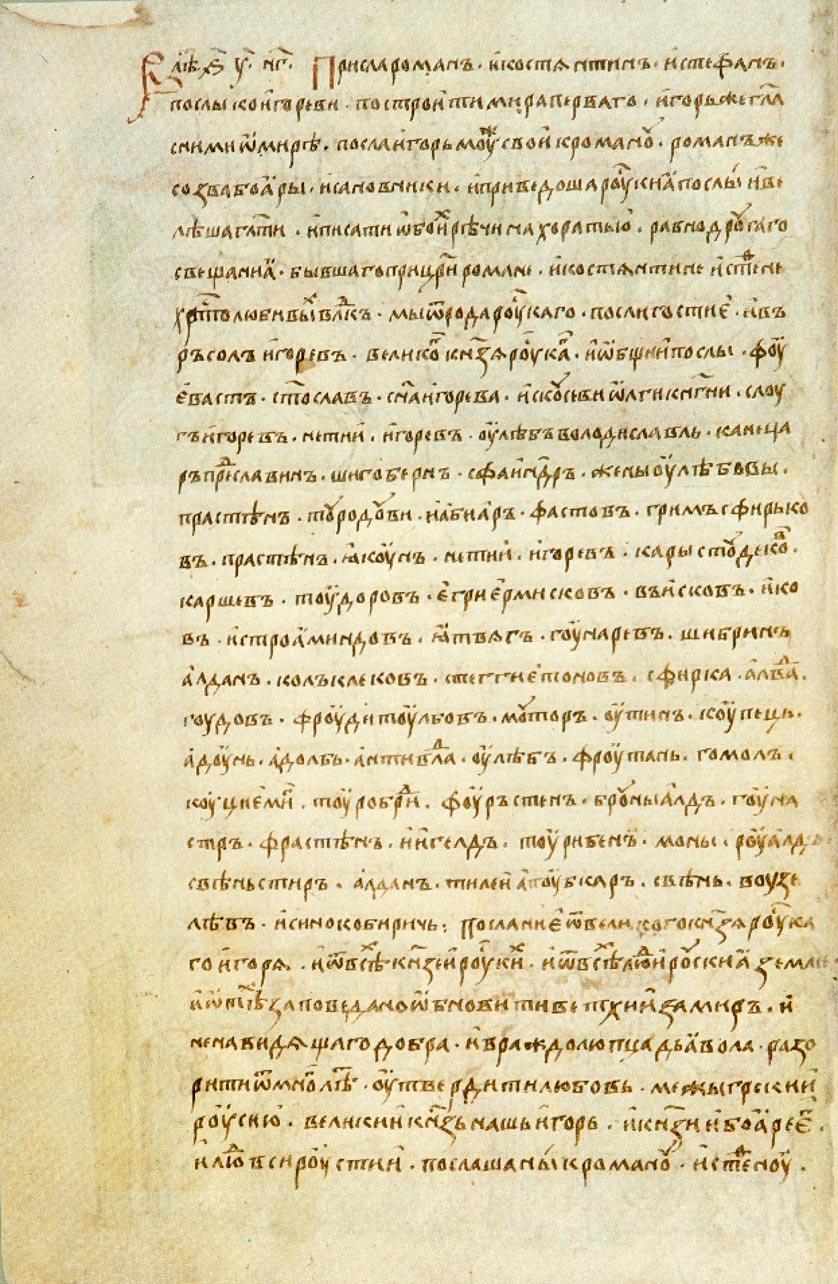
Traité russo-byzantin de 944, feuillet manuscrit Radziwill 56

Le traité Rus'-Byzantin (ou  de Constantinople) est un traité conclu entre l'empereur byzantin Constantin VII et Igor Ier de Kiev en 944 ou 945 à la suite d'une expédition navale entreprise par la Rus' de Kiev contre Constantinople au début des années 940. Ses dispositions étaient moins avantageuses pour les Russes que celles de l'ancien traité, associé au nom du prédécesseur d'Igor, Oleg. C'est l'une des premières sources écrites du droit ancien russe. 
Le texte du traité, tel qu'il a été conservé dans la Chronique des temps passés, contient une liste de plénipotentiaires de la Russie (pas moins de cinquante noms). La grande majorité d'entre eux portent des noms nordiques. Une partie des envoyés des Russes ne jurent que par leurs dieux païens, tandis qu'une autre partie invoque le nom du dieu chrétien, indiquant qu'une partie importante de l'élite de la Russie était christianisée. 
Le traité de 944/945 reprend plusieurs clauses des traités précédents. Les Russes promettent de ne pas attaquer Chersonesos (ou Chersonèse), une enclave byzantine en Crimée (article 8). L'embouchure du Dniepr (Beloberezhye) doit être administrée conjointement, même s'il est interdit aux Rus d'y hiverner et d'opprimer les pêcheurs de Chersonèse (article 12). 
L'article 2 contient de nouvelles dispositions sur le droit maritime. Afin de distinguer les marchands pacifiques des pilleurs, chaque navire de la Rus doit disposer d'une charte du prince de Kiev, stipulant combien de personnes et combien de navires allaient naviguer à Constantinople. Sinon, les navires de la Rus peuvent être appréhendés par les autorités impériales.